# Dead Throne
| Críticas profissionais | Críticas profissionais |
| Avaliações da crítica  | Avaliações da crítica  |
| Fonte                  | Avaliação              |
| ---------------------- | ---------------------- |
| allmusic               | [ 1 ]                  |

Dead Throne é o quarto álbum de estúdio da banda norte-americana de metalcore The Devil Wears Prada, lançado em 13 de setembro de 2011.

## Faixas
1. "Dead Throne" — 2:45
2. "Untidaled" — 2:55
3. "Mammoth" — 2:43
4. "Vengeance" — 3:02
5. "R.I.T." — 2:49
6. "My Questions" — 3:12
7. "Kansas" (instrumental) — 3:36
8. "Born to Lose" — 3:05
9. "Forever Decay" — 3:25
10. "Chicago" — 2:45
11. "Constance" (com Tim Lambesis de As I Lay Dying) — 3:19
12. "Pretenders" — 3:28
13. "Holdfast" — 3:49

## Créditos
- Daniel Williams — Bateria
- Andy Trick — Baixo
- Chris Rubey — Guitarra
- Jeremy DePoyster — Guitarra rítmica, vocais limpos
- Mike Hranica — Vocal
- James Baney — Teclados, sintetizador, piano